# Caoimhe
Caoimhe (IFA: /k(w)ee-və/ o /'k(w)iːvə/; Kweeva; in irlandese: /ˈkiːvʲə/; Kiva o Keeva) è un nome proprio di persona irlandese e scozzese femminile.

## Varianti
- Forme anglicizzate
  - Irlandese: Keavy[1], Keva[2], Keeva[1][2]
  - Scozzese: Keavy[1]

## Origine e diffusione
Deriva dal termine irlandese caoimhe ("gentilezza", "amorevolezza", "grazia"), a sua volta dal gaelico caomh ("bello", "gentile"); la radice è la stessa da cui deriva il nome Kevin (in irlandese Caoimhín). Il nome è portato, nella mitologia irlandese, da una figlia di Fionn mac Cumhaill, andata in sposa a Goll mac Morna.

## Onomastico
Il nome è adespota, cioè non è portato da alcuna santa. L'onomastico ricade quindi il 1º novembre, giorno di Ognissanti.